# 晒湖
晒湖是位于中国湖北省武汉市武昌区的一个湖泊。
20世纪50年代的晒湖面积为80公顷，现水域规划控制面积为12.2公顷，汇水面积约306公顷，湖岸线长1.9公里；规划湖泊正常水位19.33米，最高控制水位19.65米。2009年《长江日报》报道，晒湖的北面已经完全成为菜地，仅剩南面仍为湖水。2011年五月，武昌区水务局完成了晒湖的清淤工作，现南北水域已经恢复，下一步将进行水域综合治理。预计“十二五”期间将建成晒湖公园。